# Xiaojin Shan
Xiaojin Shan är en ö i Kina. Den ligger i storstadsområdet Shanghai, i den östra delen av landet, omkring 59 kilometer söder om den centrala stadskärnan.